# Gartrellit
Gartrellit ist ein selten vorkommendes Mineral aus der Mineralklasse der „Phosphate, Arsenate und Vanadate“. Er kristallisiert im triklinen Kristallsystem mit der chemischen Zusammensetzung PbCuFe3+(AsO4)2[(H2O)(OH)] und ist damit chemisch gesehen ein wasserhaltiges Blei-Kupfer-Eisen-Arsenat mit einer zusätzlichen Hydroxygruppe.
Gartrellit ist an seiner Typlokalität nahezu kryptokristallin und entwickelt nach {111} tafelige Kristallite bis zu 10 μm Größe sowie mikrokristalline Aggregate in Form von feinkörnigen Überzügen und pulverigen Krusten. Die Typlokalität des Minerals sind die 11 km westsüdwestlich vom Gehöft Ashburton Downs liegenden Kupferprospekte „Anticline“ und „Bali Lo“, Capricorn Range, Western Australia, Australien. Die später aus der „Tsumeb Mine“ beschriebenen Kristalle sind wesentlich formen- und flächenreicher und erreichen Größen bis zu 0,1 mm.

## Etymologie und Geschichte

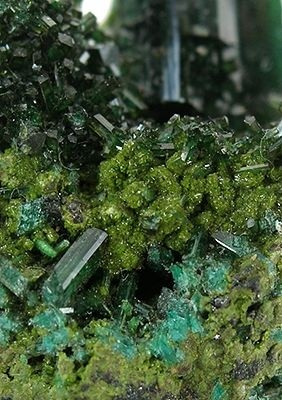
Grüner Gartrellit mit Olivenit aus der Tsumeb Mine, Namibia (Stufengröße: 2,9 cm × 1,9 cm × 1,9 cm)

Als Entdecker des Gartrellit gilt der australische Mineralsammler Blair J. Gartrell (1950–1994) aus Beverley/Australien, der die ersten Proben des Minerals gesammelt hatte. Bei den anschließenden Bestimmungen wurde in diesem Material ein neues Mineral erkannt. Nach intensiven Untersuchungen eines australischen Teams von Mineralogen und Kristallographen um Ernest H. Nickel wurde das neue Mineral der International Mineralogical Association (IMA) vorgelegt, die es im Jahre 1988 als neues Mineral anerkannte. Bereits 1989 erfolgte die Erstbeschreibung als Gartrellit durch Ernest H. Nickel, B. W. Robinson, J. FitzGerald und William D. Birch im australischen Wissenschaftsmagazin „Australian Mineralogist“. Die Autoren benannten das Mineral nach seinem Finder.
Mineralphasen, die sich später zum Teil als Gartrellit erwiesen haben, waren allerdings schon 1977 aus der „Tsumeb Mine“ in Namibia beschrieben worden. Dazu zählen ein Pb-Fe-Cu-Arsenat in Form von kanariengelben Überzügen unter der vorläufigen Bezeichnung „Mineral Gamma“ sowie ein Pb-Fe-Cu-Zn-Arsenat in dunkelgrünen, tafeligen bis schuppigen Kristallen auf Karminit unter der vorläufigen Bezeichnung „Mineral TK“. Gartrellit reiht sich damit in die beträchtliche Zahl derjenigen Spezies ein, die aus der „Tsumeb Mine“ zwar schon lange bekannt waren, deren Erstbeschreibung aber von einem anderen Fundpunkt stammt.
Später stellte sich heraus, dass die Mineralformel in der Erstbeschreibung aufgrund der angegebenen Gehalte an Carbonatgruppen unrichtig war. Im Jahre 1998 erfolgte durch Werner Krause, Klaus Belendorff, Heinz-Jürgen Bernhardt, Catherine McCammon, Herta Effenberger und Werner Mikenda eine durch die IMA anerkannte Redefinition des Gartrellits.
Das Typmaterial für Gartrellit (Holotyp) wird unter der Katalognummer M39278 in der Sammlung des Melbourne Museum (ehemals Museum Victoria, MOV) in Melbourne, Australien, aufbewahrt. Cotyp-Material befindet sich in der Sammlung des Western Australian Museum (WAM) in Perth, Australien unter der Katalognummer M61.1991.

## Klassifikation
Da der Gartrellit erst 1988 als eigenständige Mineralart anerkannt wurde, ist er in der letztmalig 1977 überarbeiteten 8. Auflage der Mineralsystematik nach Strunz noch nicht aufgeführt.
In der zuletzt 2018 überarbeiteten Lapis-Systematik nach Stefan Weiß, die formal auf der alten Systematik von Karl Hugo Strunz in der 8. Auflage basiert, erhielt das Mineral die System- und Mineralnummer VII/C.31-090. Dies entspricht der Klasse der „Phosphate, Arsenate und Vanadate“ und dort der Abteilung „Wasserhaltige Phosphate, ohne fremde Anionen“, wo Gartrellit zusammen mit Cabalzarit, Cobaltlotharmeyerit, Cobalttsumcorit, Ferrilotharmeyerit, Helmutwinklerit, Krettnichit, Lotharmeyerit, Lukrahnit, Manganlotharmeyerit, Mawbyit, Mounanait, Nickellotharmeyerit, Nickelschneebergit, Nickeltsumcorit, Phosphogartrellit, Rappoldit, Schneebergit, Thometzekit, Tsumcorit, Yancowinnait und Zinkgartrellit die „Tsumcorit-Gartrellit-Gruppe“ mit der Systemnummer VII/C.31 bildet.
Die von der International Mineralogical Association (IMA) zuletzt 2009 aktualisierte 9. Auflage der Strunz’schen Mineralsystematik ordnet den Gartrellit ebenfalls in die Abteilung „Phosphate usw. ohne zusätzliche Anionen; mit H2O“ ein. Diese ist allerdings weiter unterteilt nach der relativen Größe der beteiligten Kationen und dem Stoffmengenverhältnis vom Phosphat-, Arsenat- bzw. Vanadatkomplex (RO4) zum Kristallwassergehalt. das Mineral ist hier entsprechend seiner Zusammensetzung in der Unterabteilung „Mit großen und mittelgroßen Kationen; RO4 : H2O = 1 : 1“ zu finden, wo es zusammen mit Helmutwinklerit, Lukrahnit, Phosphogartrellit, Rappoldit und Zinkgartrellit die „Helmutwinkleritgruppe“ mit der Systemnummer 8.CG.20 bildet.
In der vorwiegend im englischen Sprachraum gebräuchlichen Systematik der Minerale nach Dana hat Gartrellit die System- und Mineralnummer 43.02.02.01. Auch dies entspricht der Klasse der „Phosphate, Arsenate und Vanadate“ und dort der Abteilung „Phosphate“. Hier findet er sich innerhalb der Unterabteilung „Zusammengesetzte Phosphate etc., (Wasserfreie normal zusammengesetzte Anionen)“ in der „Gartrellitgruppe“, in der auch Zinkgartrellit und Lukrahnit eingeordnet sind.

## Chemismus
Fünfzehn Mikrosondenanalysen an Gartrellit ergaben Mittelwerte von 36,53 % PbO; < 0,05 % CaO; 10,33 % Fe2O3; 0,11 % Al2O3; 0,21 % ZnO; 14,02 % CuO; 33,11 % As2O5; < 0,05 % V2O5; < 0,05 % P2O5; 1,68 % SO3 sowie 4,47 % H2O (berechneter Gehalt). Aus ihnen errechnet sich auf der Basis von 10 Sauerstoffatomen die empirische Formel Pb1,04(Fe0,82Al0,01Zn0,02Cu1,12)Σ=1,97[(AsO4)1,83(SO4)0,13]Σ=1,96[(OH)1,10(H2O)1,03]Σ=2,13, welche zu PbCuFe3+(AsO4)2[(H2O)(OH)] idealisiert wurde. Die kristallchemische Formel, welche die beiden unterschiedlichen Me(2)-Positionen berücksichtigt, kann als PbCu(Fe3+,Cu)(AsO4)2(OH,H2O)2 geschrieben werden.
Gartrellit ist ein Vertreter der Tsumcoritgruppe. Die generelle Formel für die Tsumcoritgruppe ist Me(1)Me(2)2(XO4)2O(1) mit Me(1) = Pb, Ca, Na, K und Bi; Me(2) = Fe, Mn, Cu, Zn, Co, Ni und Al; X = P, As, V und S sowie O(1) = H2O, OH und F. Mischkristallbildung findet hauptsächlich auf der Me(2)-Position, weniger häufig dagegen auf der X- und Me(1)-Position statt. Gartrellit bildet mit Zinkgartrellit eine Mischkristallreihe mit der folgenden Strukturformel:
Pb(ZnxFe3+1−x)(ZnxCu1−x)(AsO4)2(OH)1−x(H2O)1+x.
Im Gartrellit gilt für x: 0 < x < 0,4. Kristalle mit 0,4 < x < -0,8 können dem Zinkgartrellit zugeordnet werden, während Kristalle mit x ≈ 1,0 Helmutwinklerit entsprechen, der sich aber von Gartrellit und Zinkgartrellit durch bestimmte Strukturmerkmale unterscheidet.
Da im Gartrellit auf den Me(2)-Positionen sowohl zwei- als auch dreiwertige Kationen sitzen, werden auf der O(1)-Position aufgrund der Notwendigkeit eines Ladungsausgleichs erhebliche Mengen an H2O durch (OH)− (Hydroxygruppen) substituiert.
Gartrellit stellt das kupferdominante Analogon zum zinkdominierten Zinkgartrellit dar.

## Kristallstruktur
Gartrellit kristallisiert im triklinen Kristallsystem in der Raumgruppe P1 (Raumgruppen-Nr. 2) mit den Gitterparametern a = 5,460 Å; b = 5,653 Å; c = 7,589 Å; α = 67,68°; β = 69,27° und γ = 70,04° sowie einer Formeleinheit pro Elementarzelle.
Die Kristallstruktur des Gartrellits besteht aus Koordinationspolyedern, die über gemeinsame Kanten zu Ketten parallel [010] verknüpft sind. AsO4-Tetraeder mit gemeinsamen Ecken verbinden diese Ketten, wodurch parallel zur a-b-Fläche liegende Schichten entstehen. Die Schichten werden durch Wasserstoffbrückenbindungen und durch Pb[6+2]-Atome auf der Me(1)-Position verbunden, die spezifische Positionen mit der Symmetrie 1 zwischen diesen Schichten einnehmen. Die Me(2)-Position ist wie bei den anderen triklinen Vertretern der Tsumcoritgruppe in zwei unterschiedliche Positionen aufgespalten. Wie im Zinkgartrellit wird die trikline Symmetrie des Gartrellits durch die unterschiedlichen stereochemischen Erfordernisse von Eisen und Kupfer verursacht. Die Aufspaltung der Me(2)-Position in zwei Positionen, Me(2a) und Me(2b), ermöglicht die Annahme unterschiedlicher kristallchemischer Umgebungen: Das Koordinationspolyeder Me(2a)[4+2]O6 ist verzerrt, da die Cu2+-Atome infolge ihrer durch den Jahn-Teller-Effekt verursachten Elektronenkonfiguration die tetragonal-bipyramidale [4+2]-Koordination bevorzugen. Für das Koordinationspolyeder Me(2b)[6]O6 wird die oktaedrische Koordination, die durch die Fe3+-Atome favorisiert wird, hingegen beibehalten.
Die Minerale der Tsumcoritgruppe können in drei verschiedene Untergruppen (Tsumcorit-, Helmutwinklerit- und Gartrellit-Untergruppe) unterteilt werden, die durch unterschiedliche Strukturtypen charakterisiert sind. Gartrellit ist der namensgebende Vertreter der Gartrellit-Untergruppe, die durch geordnete Belegung der Me(2)-Position durch Kationen mit unterschiedlichem kristallchemischen Verhalten (hier: Fe3+ and Cu2+) gekennzeichnet sind. In der Gartrellit-Zinkgartrellit-Mischkristallreihe werden erhebliche Unterschiede in den Zn-Gehalten beobachtet. Chemische und strukturelle Daten zeigen übereinstimmend, dass Zn sowohl Fe als auch Cu in nahezu gleicher Menge substituiert. Die Größe der triklinen Verzerrung wird durch das (Fe,Cu):Zn-Verhältnis kontrolliert. Im reinen Zn-Endglied ist das Me(2)O6-Polyeder ein Oktaeder. In diesem Fall wechselt der Strukturtyp zu dem der Helmutwinklerit-Untergruppe.
Gartrellit ist isotyp (isostrukturell) zu Zinkgartrellit, nicht aber zu Helmutwinklerit.

## Eigenschaften

### Morphologie

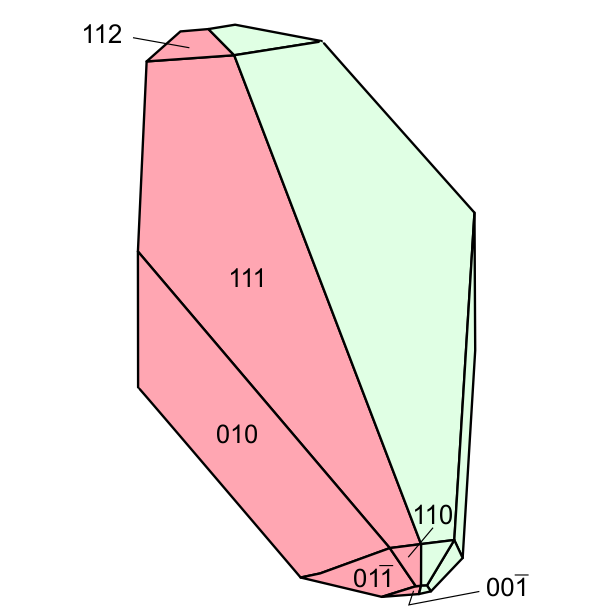
Zeichnung Gartrellit-Zwillingskristall

Gartrellit entwickelt an der Typlokalität nach {111} tafelige Kristallite von ca. 10 µm Größe. An anderen Lokalitäten (Reichenbach, Odenwald, und Tsumeb, Namibia) kommt er in bis zu 0,1 mm großen, recht flächenreichen, ebenfalls nach {111} tafeligen Kristallen bis zu 0,3 mm Größe vor. An diesen Kristallen wurden die Pinakoide {010}, {001}, {011}, {012}, {110}, {112} und möglicherweise auch {100} identifiziert. Gartrellit bildet häufig Zwillinge mit {110} als Zwillingsebene (vergleiche die nebenstehende Kristallzeichnung). Er findet sich ferner in mikrokristallinen Aggregaten in Form von feinkörnigen Überzügen und pulverigen Krusten.

### Physikalische und chemische Eigenschaften
Die Kristalle des Gartrellits zeichnen sich durch eine große Farbvielfalt aus. Beschrieben wurden gelbe, braune und grüne Varietäten mit verschiedenen Farbübergängen. Die Strichfarbe des Gartrellits ist dagegen immer hellgelb. Die Oberflächen der durchsichtigen Kristalle weisen den Werten für die Lichtbrechung (nx = 1,94, nz = 2,06) zufolge einen glas- bis diamantartigen Glanz auf. Gartrellit von der Typlokalität besitzt aufgrund der Kristallgröße keinen echten Glanz, sondern ist erdig bis kreideartig. Unter dem Mikroskop zeigt das Mineral im durchfallenden Licht blassgelbe Farbtöne und einen schwachen Pleochroismus von X = Y = blassgelb nach Z = gelb.
Das Mineral besitzt eine sehr vollkommene Spaltbarkeit nach (111). Mit einer Mohshärte von 4,5 gehört Gartrellit zu den mittelharten Mineralen, steht damit zwischen den Referenzmineralen Fluorit (Härte 4) und Apatit (Härte 5) und lässt sich wie diese mehr (Fluorit) oder weniger (Apatit) leicht mit dem Taschenmesser ritzen. Die berechnete Dichte des Minerals liegt je nach Autor zwischen 5,38 und 5,43 g/cm³.
Gartrellit löst sich langsam in warmer verdünnter Salzsäure (HCl).

## Bildung und Fundorte

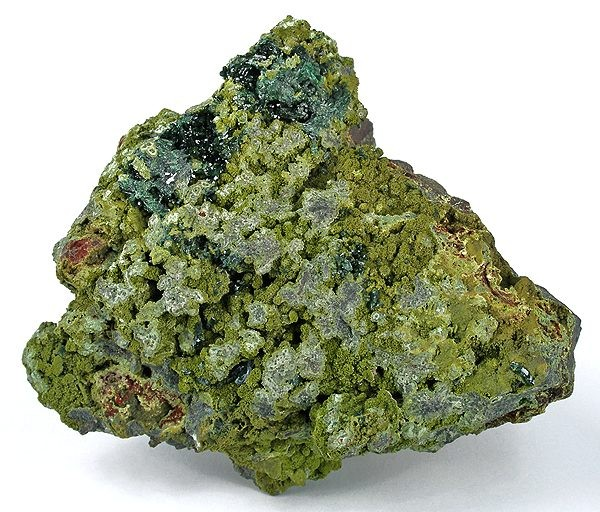
Pistaziengrüner Gartrellit mit tiefgrünen Olivenitkristallen aus der Tsumeb Mine (Größe: 11,3 cm × 9,5 cm × 8,5 cm)

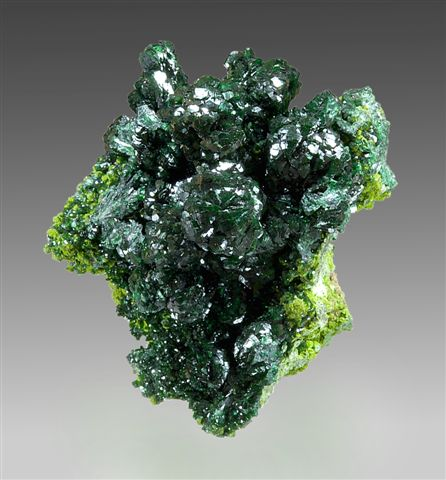
Hellgrüner Gartrellit bildet die Matrix für eine der besten Olivenitstufen der Welt. Tsumeb Mine, Namibia (Größe: 10 cm × 7 cm × 5 cm)

Gartrellit ist ein typisches Sekundärmineral, welches sich durch Verwitterung primärer Erzminerale in der Oxidationszone von Erzlagerstätten verschiedener genetischer Stellung bildet. An der Typlokalität „Anticline Prospect“ findet es sich in einer durch Grauwacken und Schiefer setzenden mineralisierten und oxidierten Scherzone, in Broken Hill, Australien, tritt es auf einem feinkörnigen Quarz-Spessartin-Gestein auf. In der weltberühmten Cu-Pb-Zn-Ag-Ge-Cd-Lagerstätte der „Tsumeb Mine“ (Tsumcorp Mine) in Tsumeb, Region Oshikoto, Namibia, bildete es sich aus blei- und kupferhaltigen Sulfiden wie Galenit und Chalkosin, wobei das Arsen aus der Zersetzung des Arsenfahlerzes Tennantit stammt.
Parageneseminerale aus dem Originalfund im „Anticline Prospect“ sind sekundäre Kupferminerale, Quarz, Tonminerale und Eisenoxide. In „Broken Hill“ wird Gartrellit von drusigem braunem Hidalgoit–Beudantit sowie Quarz und Spessartin begleitet. In der „Tsumeb Mine“ tritt er zusammen mit Mimetesit, Duftit, Beudantit, tafeligem Bayldonit, Olivenit, Quarz und Karminit auf.
Als seltene Mineralbildung konnte Gartrellit nur an wenigen Orten nachgewiesen werden, wobei weltweit bisher rund 50 Vorkommen dokumentiert sind (Stand 2025). Als Typlokalität gelten die 11 km westsüdwestlich vom Gehöft Ashburton Downs liegenden Kupferprospekte „Anticline“ (Mineral Claim 84 Cu Deposit) (Koordinaten des Kupferprospekts Anticline) und „Bali Lo“ (Casleys Prospect), Ashburton Shire, Capricorn Range, Western Australia, Australien. Ebenfalls bereits in der Typpublikation wurde das Auftreten von Gartrellit im „Kintore Opencut“ der berühmten Lagerstätte „Broken Hill“ (Broken Hill South Mine) in der Nähe des gleichnamigen Ortes im Yancowinna Co., New South Wales, Australien, erwähnt. Darüber hinaus wurde Gartrellit auch im Cu-Au-Tagebau der „New Cobar Mine“ bei Cobar, Robinson Co., New South Wales, Australien, gefunden.
In Deutschland kennt man Gartrellit aus der Grube „Silberbrünnle“ im Haigerachtal bei Gengenbach, vom „Lisbühl“ bei Todtnau sowie aus der Grube Clara im Rankach-Tal bei Oberwolfach, alle im Schwarzwald, Baden-Württemberg. Ferner aus der Grube „Schöne Aussicht“, Dernbach bei Neuwied im Siegerland-Wied-Distrikt, Westerwald, Rheinland-Pfalz. Schließlich vom Punkt 5.0 und vom Punkt 8.0 in einem verkieselten Barytgang an der Borsteinklippe bei Reichenbach, einem Ortsteil von Lautertal im hessischen Odenwald, sowie von vier weiteren Punkten im gleichen Barytgang in der Umgebung des Hohensteins und des Teufelssteins. Fundorte für Gartrellit in Österreich und der Schweiz sind nicht bekannt.
In Europa gelangen weitere Funde am „Shaft No. 132“ der „Christiana Mine“, in der „Hilarion Mine“ sowie auf den großen Kamariza-Halden, alle bei Agios Konstantinos (Kamariza) im Lavrion District, Region Attika, Griechenland. Ferner aus der Grube „Bakara“ im Balkangebirge (Stara Planina), Oblast Wraza, der Kupferlagerstätte Zapachitsa bei Bov, Gemeinde Swoge, Oblast Sofia, beide in Bulgarien, und von „Likas kő“ am Hügel Meleg bei Lovasberény in den Velencei-Bergen, Komitat Fejér, Ungarn. In Italien aus dem alten Cu-Ag-Bergwerk der „Miniera di Monte Avanza“ bei Forni Avoltri, Friaul-Julisch Venetien, und aus der berühmten „Miniera Baccu Locci“ bei Villaputzu, Provinz Sud Sardegna auf Sardinien. In Frankreich aus der „Mine du Cap Garonne“ bei Le Pradet, Var, Region Provence-Alpes-Côte d’Azur, aus dem gangartigen Vorkommen „Falgayrolles“ bei Monteils, Département Aveyron, Okzitanien, aus der „Mine du Donnerloch“ am Schletzelberg bei Silberthal, Steinbach, Cernay, Département Haut-Rhin, Region Grand Est, sowie aus den Gängen „Filon du Mazet“ und „Filon Ste Barbe“ in der „Mine des Montmins“, Échassières, Ébreuil, Département Allier, Auvergne. Schließlich in Spanien aus der „Mina La Estrella“ in der Jaroso-Schlucht in der Sierra Almagrera, Cuevas del Almanzora, sowie aus dem alten Goldbergwerk der „Mina Sol“ (Mina La Milagrosa) am Cerro de los Guardias bei Rodalquilar im Bezirk Níjar, beide bei Almería, Andalusien. Im Vereinigten Königreich aus dem „Dolyhir Quarry“ bei Wethel unweit Old Radnor, Powys in Wales.
In Chile aus der „Mina Jote“ im Pampa Larga District (Tierra Amarilla), Provinz Copiapó, Región de Atacama. Schließlich in den Vereinigten Staaten aus der zur Emerald & Silver Plume Mine Group gehörenden „Emerald Mine“ in den Tombstone Hills, Tombstone District, Cochise County, Arizona, aus der „Black Pine Mine“, Black Pine Ridge in den John Long Mts. im Philipsburg District, Granite County, Montana, und aus den Bergwerken „Centennial Eureka Mine“ und „Trixie Mine“ in den East Tintic Mts. im Tintic District, Juab Co., sowie „Gold Hill“ in den Deep Creek Mts., Tooele Co., alle in Utah.

## Verwendung
Aufgrund seiner Seltenheit ist Gartrellit nur für den Mineralsammler von Interesse.